# Ghiraur
Ghiraur è una suddivisione dell'India, classificata come nagar panchayat, di 12.108 abitanti, situata nel distretto di Mainpuri, nello stato federato dell'Uttar Pradesh. 